# Траверс (округ)
Тра́верс (англ. Traverse County) — округ в штате Миннесота, США. Административный центр и крупнейший город — Уитон. По переписи 2000 года в округе проживают 4134 человека. Площадь — 1518 км², из которых 1511,3 км² — суша, а 6,68 км² — вода. Плотность населения составляет 3 чел./км².

## История
Округ был основан в 1862 году.